# 高橋五郎
高橋 五郎（たかはし ごろう、1948年 - ）は、日本の中国研究農学者。農学博士（千葉大学・1991年）。愛知大学名誉教授、国際中国学研究センターフェロー（元所長）、愛知大学国際問題研究所名誉研究員。

## 人物
新潟県出身。専門は中国農村経済学、中国・アジア・日本の食料問題。元愛知大学現代中国学部教授、元同大学院中国研究科教授・元同中国研究科長。中国とアジアの農業と食品問題・経済状況を幅広く研究、両国の農民・消費者の実践的な利益を考えるための活動にも参加。中国の大学主催の国際シンポジュウムには年数回、招待され、講演・発言等をしている。中国には、農村経済調査・都市住民食生活状況調査、シンポジュウム参加・討論等のため、毎年、数回は訪問。
各国への渡航歴も多く、これまで中国を筆頭に、香港、台湾、韓国、インド、タイ、ベトナム、マレーシア、カンボジア、ミャンマー、その他アジア各国、アメリカ、欧州各国、豪州など多数。海外の研究者を中心に各国に友人が多く、現地の友人とともに、欧米・東南アジア圏に調査に出かける機会も少なくない。

## 学歴
- 愛知大学法経学部経済学科卒業。
- 1991年千葉大学大学院自然科学研究科（生産資源生産科学専攻）博士課程修了（農学博士）。論文は「農業生産協同組合への論理構造」(教条的・社会主義的生産協同組合論や思想たとえばスターリン型の旧ソ連・東欧型農業生産協同組合を批判。中国式の人民公社も、同じ系譜に属するとして論理的に批判。土地の国有自体を批判、土地の「私的・類的所有」が本来的生産協同組合的土地所有のあり方と規定）[1]。
- 1960年代、北京放送（日本語）が良く聞こえる新潟に住んだ高橋は中学生から高校生の頃、毎夜ラジオに流れる「北京放送」を聞き、中国が文化大革命に向かう様を窺っていた。一方で、”アメリカ帝国主義は張子の虎である”ということばを繰り返す中国人女性アナウンサーの日本語に魅せられる。

## 研究対象
- 中国については、大学１年生のときから、愛知大学の前身校、上海にあった東亜同文書院大学から愛知大学に引き上げてこられた数多くの教員から臨場感あふれる実態や背景について教育を受ける機会があった。土地制度の経済学的理論について磯部俊彦（元千葉大学教授）、齋藤仁（宇野弘蔵門下、元千葉大学教授）、土地合体資本論について旗手勲（古島敏雄の直系、元愛知大学教授）、玉城哲（水利制度、灌漑制度の経済学的理論を構築、ウイットフォーゲルを批判、元専修大学教授）、協同組合理論については近藤康男批判を通じて独自の理論を構築した三輪昌男（「協同組合の基礎理論」は不朽の名作、元国学院大学教授）や竹中久二夫（元東京農業大学教授）、中国農業問題についての研究方法や成果は、これらの理論的蓄積を踏まえて、各地における実態調査の経験を軸に研究を深める。
- 高橋は独特の中国研究方法論を持っているといえる。世間でいう中国そのものについての研究家ではなく、高橋自身によると「中国における農業・農村・農民および食料社会・経済問題」の研究家である。つまり中国研究者ではないのだという。言い換えると、現在の研究対象となっている中国農業も中国国家に属する農業そのものが研究対象なのではなく、中国内における農作物がどのような環境（農地、農民）によって作られ、どのような生産がなされているかについて研究している。高橋にとって、中国そのものは研究上の舞台のような位置づけなのだそうだ。ここから、国や地域比較農業研究の視座が明確に見えている。高橋は日本全国の農村を隈なく歩いたことはもちろん、アメリカ、西欧、旧東欧、アジア、オセアニア各国の農村を歩き、比較するために、統一された農業研究方法の必要性を痛感したという。中国の省・自治区・直轄市のうちまだ訪問していないのは、チベット自治区・新疆ウイグル自治区・海南省・貴州省・広西チワン族自治区。その高橋がいうには、訪問したうち中国で最も自然が美しいのは青海省、最も数多く訪問したのは河北省・山東省・山西省・陝西省・寧夏自治区・河南省である。現代中国の研究方法論に強い関心を寄せ、現代中国論の泰斗のひとりである加々美光行氏等と「現代中国学」構築をめざす研究活動にも参加してきた。現代中国政治論に関しては、特に毛里和子氏や朱建栄氏に多くを学んだといい、交流を続けている。
- 中国の一流大学や研究所・政府機関に勤務する、育てた研究者も多数、中国の高橋ゼミ同窓会を持つ。

## 著作
- 「農家の借金」　（農文協　1987年）
- 「生産農協への論理構造」　（日本経済評論社　1993年）
- 「国際合作経済論文集」（共著）　（中国商業出版社　1993年）
- 「世界食料の展望」（翻訳）（農林統計協会　1998年）
- 「国際社会調査」　（農林統計協会　2000年）
- 「新版　国際社会調査―中国・旅の調査学」　（農林統計協会　2007年）
- 「中国経済の構造転換と農業」　（日本経済評論社　2008年）
- 「海外進出する中国経済」（編著）（日本評論社　2008年）
- 「農民も土も水も悲惨な中国農業」　（朝日新書　2009年）
- 「新型世界食料危機―中国と日本の戦略」　（論創社 2011年）
- 「中国多国籍企業の海外経営」(共著）（日本評論社　2013年）
- 「日中食品汚染」（文春新書　2014年）
- 「中国社会の基層変化と日中関係の変容」（代表執筆／共著）（日本評論社　2014年）
- 「デジタル食品の恐怖」（新潮新書　2016年7月）
- 「新次元の日中関係」（編著）（日本評論社　2017年）
- 「中国土地私有化論の研究」（日本評論社）　2021年）
- 「中国が世界を牛耳る１００の分野　日本はどう対応すべきか」（光文社新書　2022年）
- その他論文、評論、書評など数百編（ここでは省略）。

（論文はここでは掲載されていないが、海外で発行された英文論文多数）

## 所属学会
- 留美中国経済学会（国際学会）
- 中国経済経営学会（日本国内学会）
- アジア政経学会（日本国内学会）